# 和歌山県道183号楠本小川線
和歌山県道183号楠本小川線（わかやまけんどう183ごう くすもとおがわせん）は、和歌山県有田郡有田川町を通る一般県道である。

## 概要
有田郡有田川町大字楠本から有田郡有田川町大字青田に至る。
全線にかけて道が狭く、山の中を通るが、周辺には集落や農地があるため、生活道路として地元住民が利用している。起点から大月峠にある地蔵寺までは未開通である。路線の途中には、未開通区間の迂回路として町道がある。

### 路線データ
- 起点：和歌山県有田郡有田川町大字楠本（国道480号交点）
- 終点：和歌山県有田郡有田川町大字青田（国道424号交点）
- 実延長：8.2 km（未開通区間を除く）

## 歴史
- 1959年（昭和34年）5月14日 - 和歌山県が一般県道として楠本小川線を認定[1]。
- 2018年（平成30年）3月12日 - 有田郡有田川町大字青田地内 - 有田郡有田川町大字小川地内を結ぶ吉田バイパスが供用開始[2]。

## 地理

### 通過する自治体
- 和歌山県
  - 有田郡有田川町

### 交差する道路
| 交差する道路 | 交差する場所 | 交差する場所 |
| ------------ | ------------ | ------------ |
| 国道480号    | 大字楠本     | 起点         |
| 国道424号    | 大字青田     | 終点         |

### 沿線
- 有田川

### 峠
- 大月峠（有田郡有田川町）